# Trương Điếm
Trương Điếm (tiếng Trung: 张店区, Hán Việt: Trương Điếm khu) là một quận của địa cấp thị Truy Bác, tỉnh Sơn Đông, Cộng hòa Nhân dân Trung Hoa. Đây là quận trung tâm của thành phố Truy Bác, là nơi tập trung các công sở, các tòa nhà cao tầng thương mại. Khu vực ngoại vi của Trương Điếm công nghiệp hóa cao.
Về hành chính, quận này có 8 nhai đạo, 8 trấn.